# Лихтенштајн на Летњим олимпијским играма 1936.
}Спортистима Лихтенштајна је ово било прво учешће на Летњим олимпијским играма, од тада су учествовали на свим Летњим олимпијским играма осим 1956. и 1980. Лихтенштајн је на летњим олимпијским игама 1936. у Берлину, Немачка представљало шест спортиста који су се такмичили у у три спорта: атлетици, бициклизму и стрељаштву. Тек на овим олимпијским играма, у Лихтенштајну схватају да је њихова застава идентичана цивилној застави Хаитија, што је изазвало промену заставе Лихтенштајна 1937. Тад је додата кнежевска круна у левом углу плавог поља и настала је застава коју ова држава користи до данашњег дана.

## Атлетика

### Мушкарци

#### Тркачке дисциплине
| Спортиста    | Дисцилина | Квалификације | Квалификације | Четвртфинале     | Четвртфинале     | Полуфинале       | Полуфинале       | Финале           | Финале           |
| Спортиста    | Дисцилина | Резултат      | Пласман       | Резултат         | Пласман          | Резултат         | Пласман          | Резултат         | Пласман          |
| ------------ | --------- | ------------- | ------------- | ---------------- | ---------------- | ---------------- | ---------------- | ---------------- | ---------------- |
| Фрик Ксавер  | 100 м     | ?             | 6             | Није се пласирао | Није се пласирао | Није се пласирао | Није се пласирао | Није се пласирао | Није се пласирао |
| Фрик Ксавер  | 200 м     | ?             | 6             | Није се пласирао | Није се пласирао | Није се пласирао | Није се пласирао | Није се пласирао | Није се пласирао |
| Оскар Оспелт | 100 м     | ?             | 6             | Није се пласирао | Није се пласирао | Није се пласирао | Није се пласирао | Није се пласирао | Није се пласирао |

#### Бацачке дисциплине
| Спортиста    | Дисциплина   | Квалификације | Квалификације | Финале           | Финале           |
| Спортиста    | Дисциплина   | Резултат      | Пласман       | Резултат         | Пласмам          |
| ------------ | ------------ | ------------- | ------------- | ---------------- | ---------------- |
| Оскар Оспелт | Бацање диска | ?             | 26            | Није се пласирао | Није се пласирао |

## Бициклизам

### Мушкарци

#### Друмска трка
| Спортиста     | Дисциплина   | Време | Пласман |
| ------------- | ------------ | ----- | ------- |
| Адолф Шрејбер | Друмска трка | NT    | AC      |

## Стрељаштво

### Мушкарци
| Спортиста      | Дисциплина                     | Круг 1   | Круг 2   | Круг 3   | Круг 4   | Распуцавање | Финале   | Финале  |
| Спортиста      | Дисциплина                     | Резултат | Резултат | Резултат | Резултат | Резултат    | Резултат | Пласман |
| -------------- | ------------------------------ | -------- | -------- | -------- | -------- | ----------- | -------- | ------- |
| Хилти Аугустин | МК пушка 50 метара лежећи став | Н/А      | Н/А      | Н/А      | Н/А      | Н/А         | 288      | 44      |
| Јеле Рудолф    | МК пушка 50 метара лежећи став | Н/А      | Н/А      | Н/А      | Н/А      | Н/А         | 280      | 63      |
| Рудолф Сенти   | МК пушка 50 метара лежећи став | Н/А      | Н/А      | Н/А      | Н/А      | Н/А         | 281      | 61      |